# Clearview (Virgínia de l'Oest)
Clearview és una població dels Estats Units a l'estat de Virgínia de l'Oest. Segons el cens del 2000 tenia 590 habitants.

## Demografia
Segons el cens del 2000, Clearview tenia 590 habitants, 223 habitatges, i 179 famílies. La densitat de població era de 584,1 habitants per km².
Dels 223 habitatges en un 33,2% hi vivien nens de menys de 18 anys, en un 72,6% hi vivien parelles casades, en un 7,2% dones solteres, i en un 19,3% no eren unitats familiars. En el 18,4% dels habitatges hi vivien persones soles l'11,7% de les quals corresponia a persones de 65 anys o més que vivien soles. El nombre mitjà de persones vivint en cada habitatge era de 2,65 i el nombre mitjà de persones que vivien en cada família era de 2,99.
Per edats la població es repartia de la següent manera: un 23,9% tenia menys de 18 anys, un 4,9% entre 18 i 24, un 28,3% entre 25 i 44, un 26,1% de 45 a 60 i un 16,8% 65 anys o més.
L'edat mediana era de 42 anys. Per cada 100 dones de 18 o més anys hi havia 84,8 homes.
La renda mediana per habitatge era de 41.250 $ i la renda mediana per família de 45.000 $. Els homes tenien una renda mediana de 32.250 $ mentre que les dones 23.750 $. La renda per capita de la població era de 19.404 $. Entorn del 6,3% de les famílies i el 8,3% de la població estaven per davall del llindar de pobresa.

## Poblacions més properes
El següent diagrama mostra les poblacions més properes.